# Lawrence MacAulay
Pour les articles homonymes, voir MacAulay.
Lawrence A. MacAulay, né le 9 septembre 1946 à St. Peters Bay (Île-du-Prince-Édouard), est un agriculteur et homme politique canadien.
Il est député à la Chambre des communes du Canada où il siège sous la bannière du Parti libéral du Canada, représentant la circonscription prince-édouardienne de Cardigan de 1988 à 2025.
Il est ministre du Travail de 1997 à 1998 et solliciteur général du Canada de 1998 à 2002 dans le gouvernement Chrétien.
Dans le gouvernement Trudeau, il est ministre des Anciens combattants de 2019 à 2023 avant de redevenir ministre de l'Agriculture et de l'Agroalimentaire, poste qu'il avait déjà occupé de 2015 à 2019.

## Biographie
MacAulay est un ancien fermier. Il est ministre du Travail, solliciteur général du Canada et secrétaire d'État (Anciens combattants) dans le gouvernement du premier ministre Jean Chrétien. Il était également porte-parole de l'Opposition pour les Aînés.

## Controverse
Le 19 juin 2019, le ministre McAulay modifie de son propre chef l'attribution du contrat pour la conception du Monument commémoratif national de la mission du Canada en Afghanistan – un projet de 3 millions de dollars. Le ministre écarte le choix d’un jury mandaté par son propre ministère, celui de l’équipe Daoust, composée de l’artiste Luca Fortin, de Québec, de la firme d’architecture Daoust Lestage Lizotte Stecker, de Montréal, et de Louise Arbour, ex-haute-commissaire des Nations unies aux droits de l’homme, pour mener à bien ce projet. Il annonce qu’un autre groupe est retenu pour la conception de ce monument, soit l’équipe Stimson, composée de l’artiste visuel Adrian Stimson, un ancien combattant des Forces armées membre de la Première Nation des Siksikas en Alberta, du groupe d’architectes paysagistes MBTW, de Toronto, et des Projets LeuWebb, coordonnateurs en art public, également de la Ville Reine. En août 2023, le quotidien La Presse révèle les manœuvres du ministre, ce qui suscite la stupéfaction, voire la colère des « partis de l’opposition, des artistes et des experts ». 